# Saint-Geours-de-Maremne
Saint-Geours-de-Maremne is een gemeente in het Franse departement Landes (regio Nouvelle-Aquitaine). De plaats maakt deel uit van het arrondissement Dax. Saint-Geours-de-Maremne telde op 1 januari 2022 2.946 inwoners.

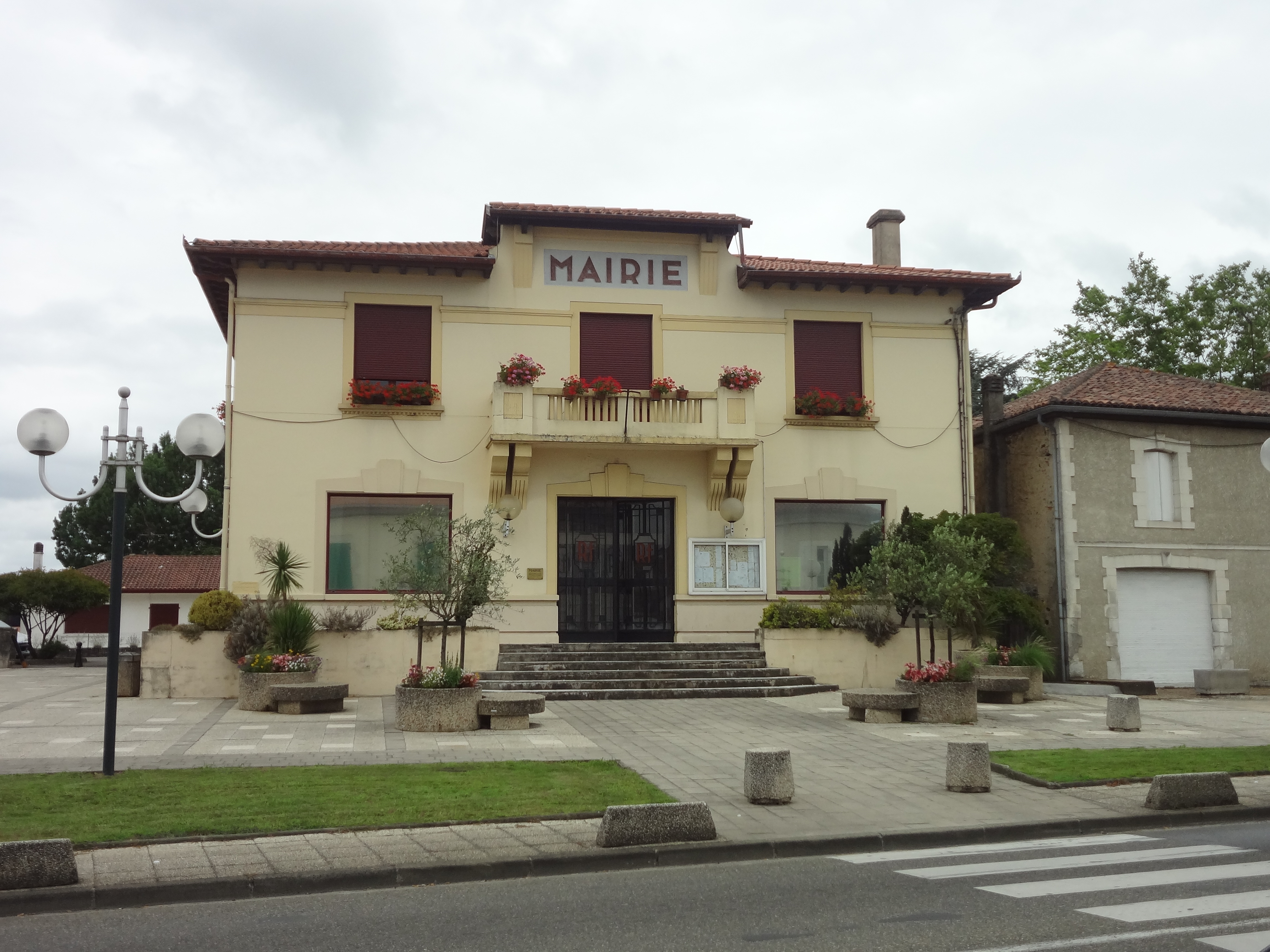
Gemeentehuis
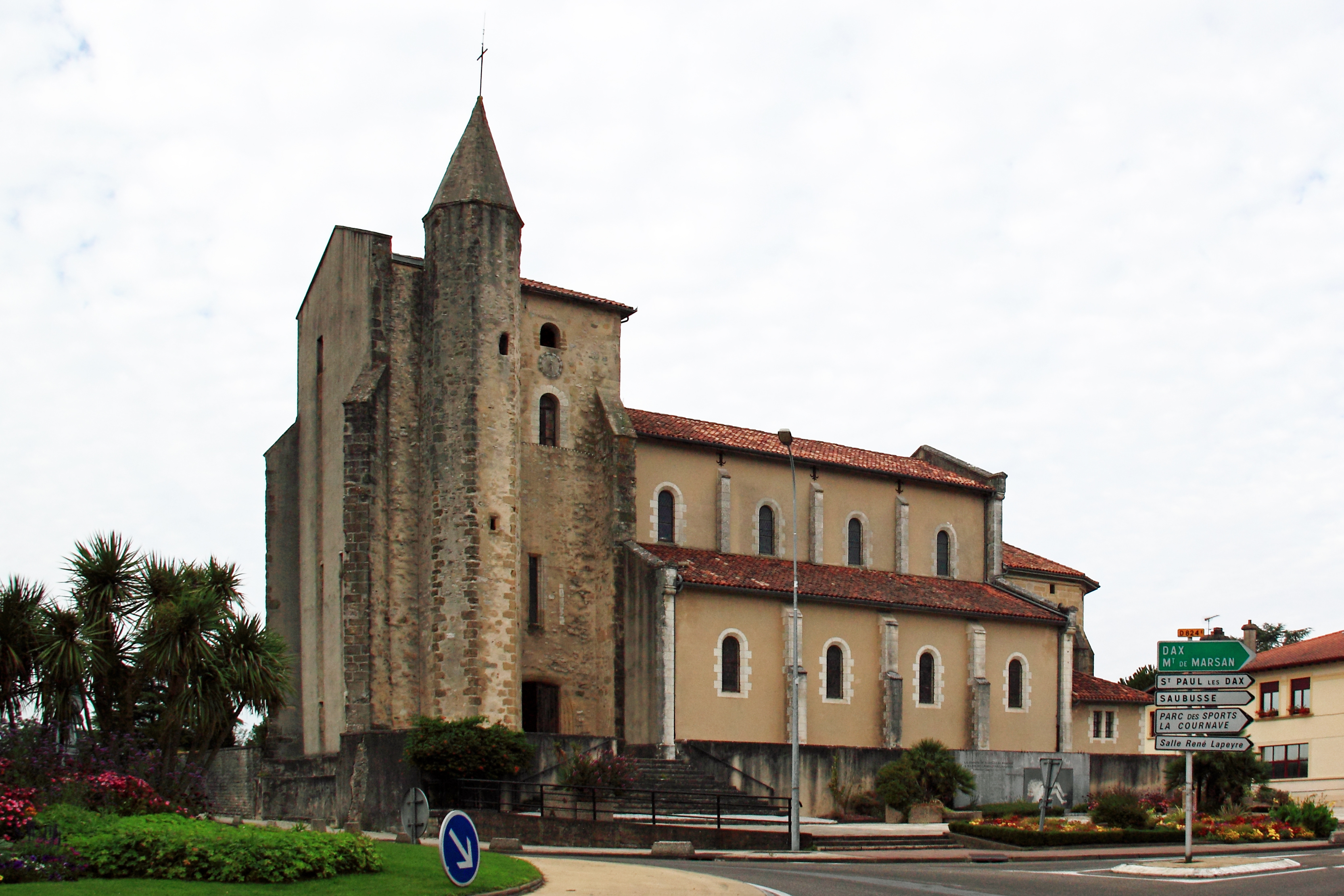
Kerk van Saint-Georges, Saint-Geours-de-Maremne

## Geografie
De oppervlakte van Saint-Geours-de-Maremne bedroeg op 1 januari 2022 42,9 vierkante kilometer; de bevolkingsdichtheid was toen 68,7 inwoners per km².

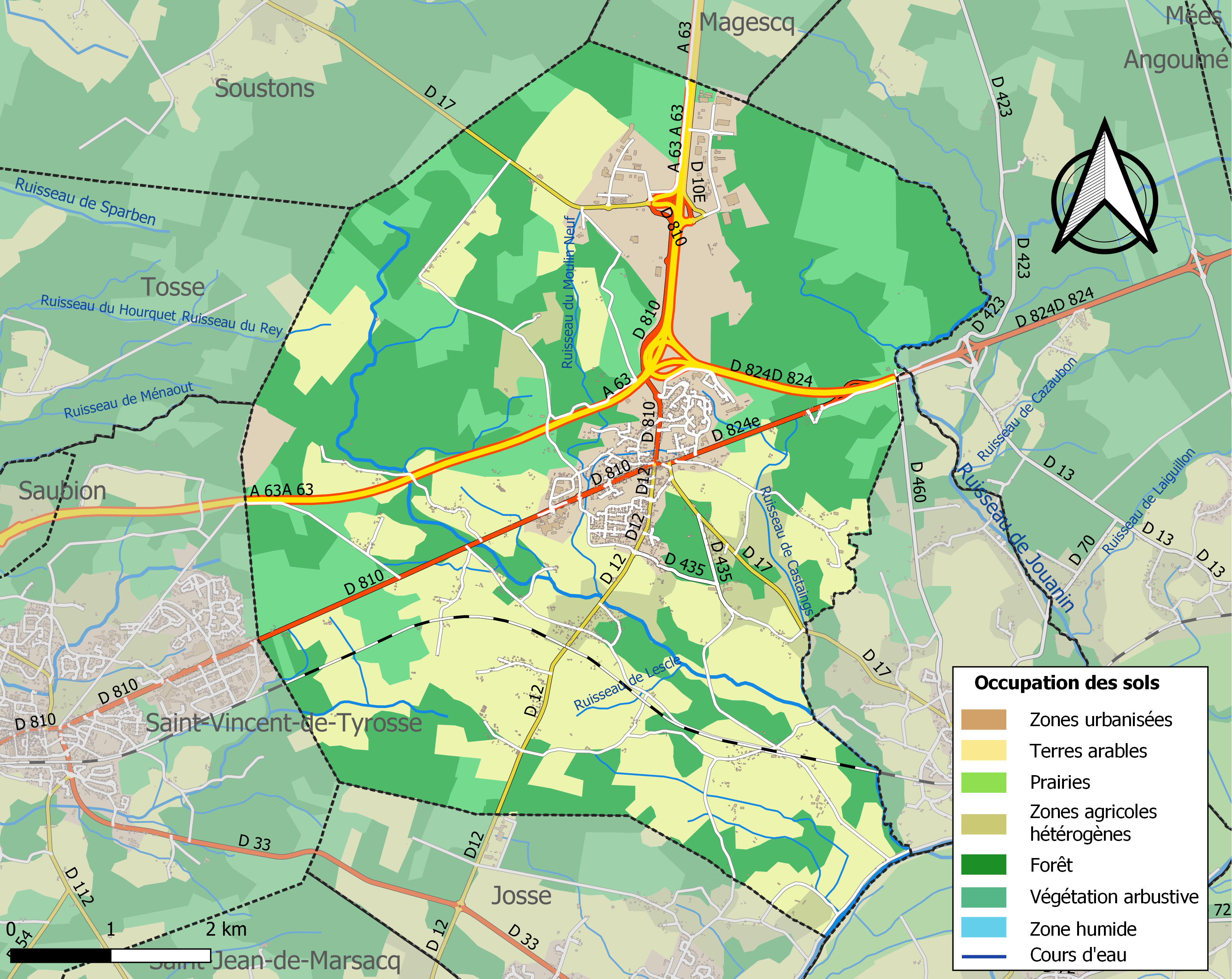
Kaart van de gemeente met de belangrijkste infrastructuur, bodemgebruik en omliggende gemeenten

## Verkeer en vervoer
In de gemeente ligt spoorwegstation Saint-Geours-de-Maremne.

## Demografie
Onderstaande figuur toont het verloop van het inwonertal (bron: INSEE-tellingen).

## Geboren
- Guy Lapébie (1916-2010), wielrenner